# Aneides
Aneides – rodzaj płazów ogoniastych z podrodziny Plethodontinae w rodzinie bezpłucnikowatych (Plethodontidae), należący do najstarszych w tej rodzinie – skamieniałości płazów należących do tego rodzaju są znane już z oligoceńskich osadów w stanie Montana.

## Zasięg występowania
Rodzaj obejmuje gatunki występujące na wybrzeżu Pacyfiku w zachodnich Stanach Zjednoczonych (z wyjątkiem centralnego nadbrzeżnego stanu Waszyngton), na wyspie Vancouver w Kolumbii Brytyjskiej, Kanadzie, północnej części Kalifornii Dolnej w Meksyku, górach Sacramento w południowym Nowym Meksyku i wschodnich Stanach Zjednoczonych wraz z Appalachami.

## Systematyka

### Etymologia
- Aneides (Anaides): gr. ανειδεος aneideos „bezkształtny”, od negatywnego przedrostka αν- an[8]; ειδος eidos „kształt, forma”, od ειδω eidō „być podobnym”[9].
- Autodax: gr. αυτο- auto- „ono, to”, od αυτος autos „on, ten”[10]; οδαξ odax „gryząc zębami”[11]. Nazwa zastępcza dla Anaides.
- Castaneides: zbitka wyrazowa nazw rodzajów: Castanea Mill. i Aneides Baird, 1851[5]. Gatunek typowy: Plethodon aeneus Cope & Packard, 1881.

### Podział systematyczny
Do rodzaju należą następujące gatunki:
- Aneides aeneus (Cope & Packard, 1881) – nadrzewnica kruszcowa[12]
- Aneides caryaensis Patton, Apodaca, Corser, Wilson, Williams, Cameron & Wake, 2019
- Aneides ferreus Cope, 1869
- Aneides flavipunctatus (Strauch, 1870)
- Aneides hardii (Taylor, 1941)
- Aneides iecanus (Cope, 1883)
- Aneides klamathensis Reilly & Wake, 2019
- Aneides lugubris (Hallowell, 1849) – nadrzewnica żałobna[13]
- Aneides niger Myers & Maslin, 1948
- Aneides vagrans Wake & Jackman, 1999